# Mubona
Mubona är ett vattendrag i Burundi.   Det ligger i provinsen Muyinga, i den nordöstra delen av landet, 120 kilometer öster om huvudstaden Bujumbura.
I omgivningarna runt Mubona växer huvudsakligen savannskog. Runt Mubona är det ganska tätbefolkat, med 72 invånare per kvadratkilometer.